# Kecamatan

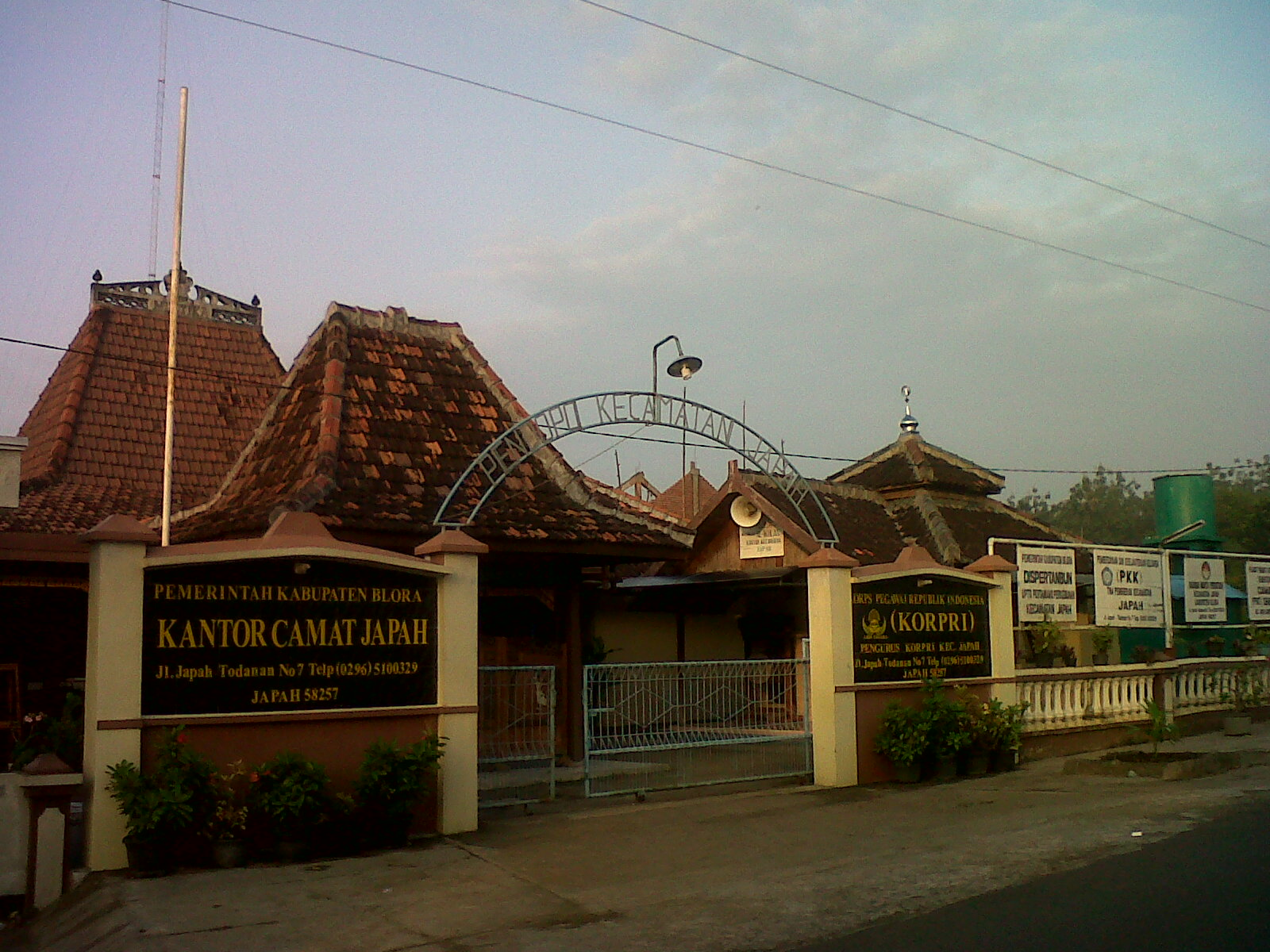
Bureau du camat de Japah dans le kabupaten de Blora à Java central

En Indonésie, le kecamatan, qu'on peut traduire par « district », est la division du territoire intermédiaire entre le kabupaten et le desa.
C'est l'équivalent du canton administratif (au sein des départements) en France ou du gun (郡) au Japon.
Le kecamatan est subordonné au kabupaten ou département, ou à la kota ou ville (article 1, alinéa m de la loi no. 22 de 1999 portant autonomie régionale).
Le chef du kecamatan est le camat. C'est un fonctionnaire nommé par le bupati (préfet) ou le wali kota (maire) sur proposition du secrétaire de département ou de ville (article 66, alinéa 3).
En vertu d'une loi de 2001 portant autonomie spéciale pour la province de Papouasie, dans cette province, le kecamatan s'appelle désormais distrik. Dans la province d'Aceh, il s'appelle aussi un sagoe cut dans la langue régionale, l'aceh.